# Parougri
Parougri est une commune rurale située dans le département de Guiba de la province du Zoundwéogo dans la région Centre-Sud au Burkina Faso.

## Géographie
Parougri est localisé à 2,5 km au sud de Sougou et à 13 km au sud-ouest du centre de Manga.

## Santé et éducation
Le centre de soins le plus proche de Parougri est le centre de santé et de promotion sociale (CSPS) de Sougou tandis que le centre médical (CMA) le plus proche se trouve à Manga.
Le village accueille une école primaire.